# Stadion im. Tudora Vladimirescu (1963)
Stadion im. Tudora Vladimirescu (rum. Stadionul Tudor Vladimirescu) – nieistniejący już wielofunkcyjny stadion w Târgu Jiu, w Rumunii. Istniał w latach 1963–2015. Pod koniec swego istnienia mógł pomieścić 9200 widzów. Nosił imię Tudora Vladimirescu, rumuńskiego bohatera narodowego. Swoje spotkania rozgrywali na nim piłkarze klubu Pandurii Târgu Jiu. W latach 2015–2019 w miejscu starej areny wybudowano nowy stadion, również nazwany imieniem Tudora Vladimirescu.
Stadion został otwarty w 1963 roku. Obiekt był areną domową klubu piłkarskiego Pandurii Târgu Jiu. W 2005 roku zespół ten po raz pierwszy w historii awansował do najwyższej klasy rozgrywkowej. W 2007 roku na stadionie zainstalowano sztuczne oświetlenie. 13 czerwca 2009 roku stadion w Târgu Jiu gościł finał rozgrywek o Puchar Rumunii sezonu 2008/2009 (CFR 1907 Cluj – FC Politehnica Timiszoara 3:0). W latach 2006 i 2009 obiekt gościł także finały kobiecego Pucharu Rumunii. W sezonie 2013/2014 Pandurii zadebiutowało w Lidze Europy UEFA, awansując do fazy grupowej, jednak na własnym obiekcie zespół rozegrał w tych rozgrywkach tylko jedno spotkanie, 25 lipca 2013 roku w 2. rundzie kwalifikacji przeciwko Levadii Tallinn (4:0), pozostałe mecze drużyna grała na Cluj Arena w mieście Kluż-Napoka. W 2015 roku obiekt został rozebrany (pozostawiono jedynie hotel przylegający do trybuny głównej), a następnie w jego miejscu rozpoczęła się budowa nowego stadionu. W trakcie prac budowlanych Pandurii przeniosło się na Stadion Miejski w Drobeta-Turnu Severin, gdzie klub występował przez dwa sezony. Po spadku do Liga II w 2017 roku zespół przeniósł się na stadion Minerul w Motru, a po roku powrócił do Târgu Jiu i do czasu otwarcia nowego stadionu występował na boisku treningowym ze sztuczną nawierzchnią, położonym tuż obok głównego stadionu. Otwarcie nowej areny, której również nadano imię Tudora Vladimirescu, nastąpiło 25 października 2019 roku.